# Hohenegg (Adelsgeschlecht)

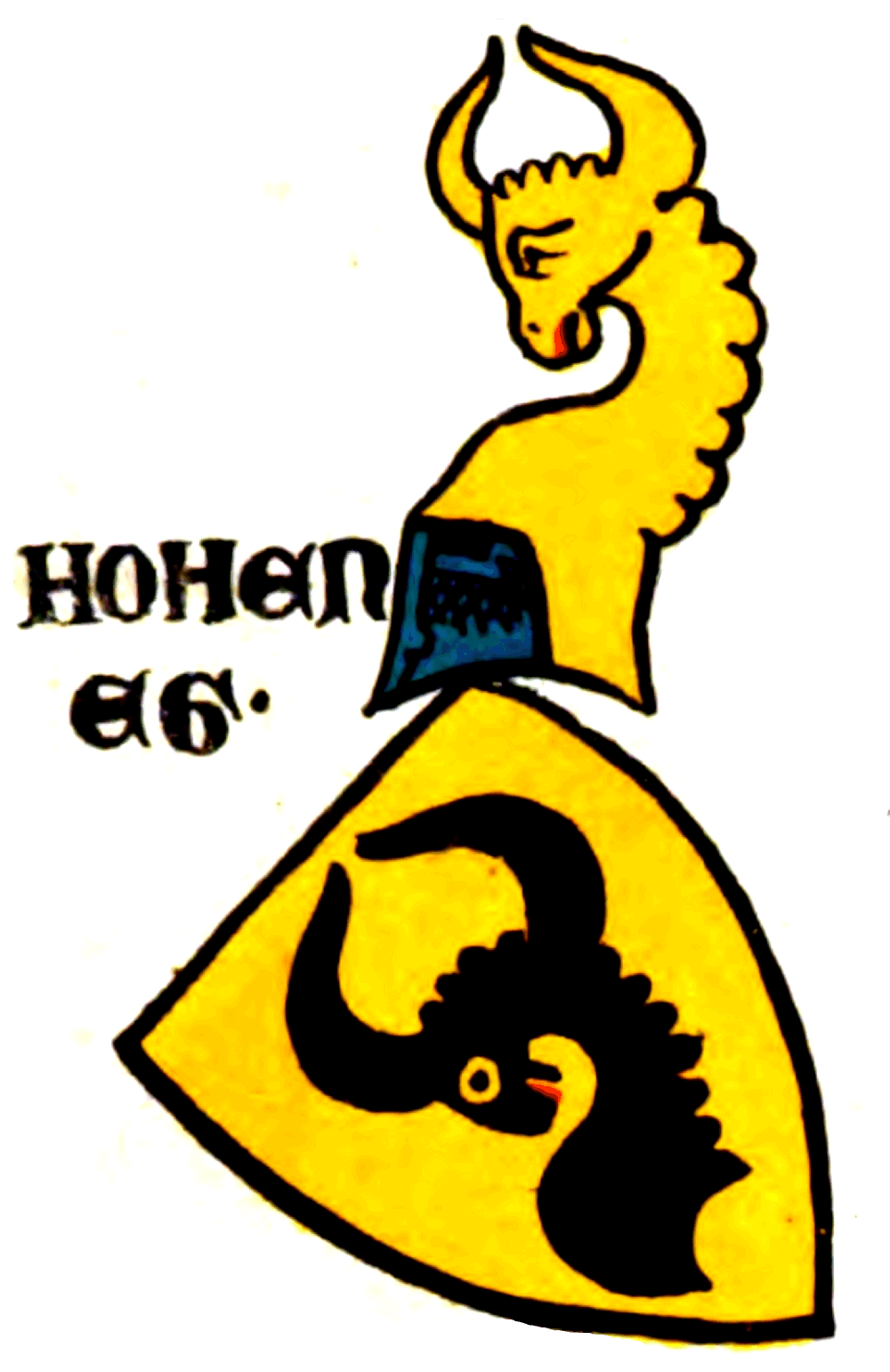
Wappen der Hohenegg, Zürcher Wappenrolleca. 1340

Hohenegg war der Name eines schwäbischen Adelsgeschlechts, das sich in zwei Linien aufteilte.

## Die Hohenegger auf der Burg Hohenegg

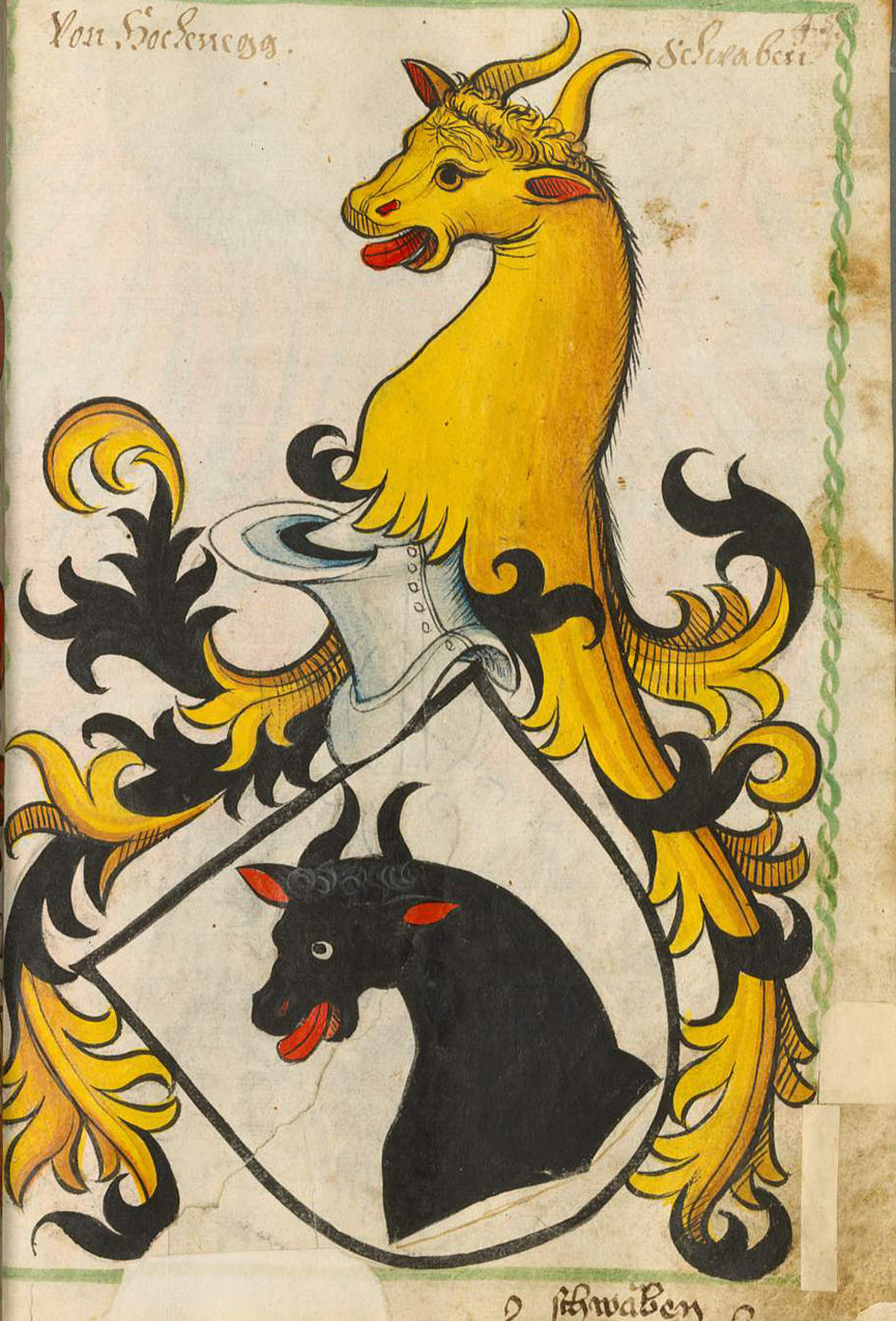
Familienwappen im Scheiblerschen Wappenbuch

Das Adelsgeschlecht der Freiherren von Hohenegg, das über das Geschlecht der Trauchburger auf die Herren von Rettenberg zurückgeführt werden kann, war im Allgäu weit verbreitet und reich begütert. Ihr Stammsitz war die Burg Hohenegg in der Nähe von Ebratshofen im Westallgäu. Die Entstehung der Burg liegt im Unklaren, sie wurde im Jahr 1171 erstmals erwähnt und diente den Herren von Hohenegg als Wohnsitz. Die Familie galt schon im 12. und 13. Jahrhundert als edelfrei. Die Herren von Hohenegg waren zunächst Ministeriale der Grafen von Veringen. Seit dem 14. Jahrhundert zählten sie zum reichsunmittelbaren niederen Adel oder zur Reichsritterschaft von Oberschwaben.
1359 verkauften die Hohenegger, die Burg Hohenegg sowie weitere Territorien, die zusammen die Herrschaft Hohenegg bildeten, an den Grafen Wilhelm III. von Montfort-Bregenz. Die Burg Hohenegg wurde im Bauernkrieg 1525 zerstört. Heute sind an der Stelle, an der die Burg stand, nur noch einige Mauerreste und eine Gedenktafel zu finden.

## Die Hohenegger auf der Burg Vilsegg
Zwischen 1269 und 1284 sind die Hohenegger vom Fürststift Kempten auch mit der Herrschaft Vils belehnt worden. Ab 1313 nahmen sie auf der Burg Vilsegg ihren ständigen Sitz, den sie bis zum Aussterben der Familie im Jahre 1671 innehatten.
Als erster nannte sich Peter (I.) von Hohenegg „zu Vilsegg“. Er ließ um 1300 die Burg Eisenberg errichten und lebte die meiste Zeit wohl auch hier. Peter war verheiratet mit Margareta von Starkenberg und mit Agnes von Ehrenfels) oder Hohenfels 1356 starb er.
Von seinen drei Söhnen Andreas, Hans und Berthold erhielt letzterer Burg und Herrschaft Eisenberg. Dieser Besitz kam durch die Heirat von Bertholds Tochter Anna bald vor 1376 an Friedrich von Freyberg-Angelberg, der sich in der Nachfolge „von Freyberg-Eisenberg“ nannte.
Den Brüdern des Berthold von Hohenegg, Andreas und Hans, verblieb die Herrschaft Vilsegg, die sie gemeinsam verwalteten. Andreas stiftete die Pfarrei Vils. Er war angeblich verheiratet mit Margaretha von Freyberg-Eisenberg, was aber nicht stimmen kann, weil die freybergische Linie Freyberg-Eisenberg erst später entstand.
Die hoheneggische Stammlinie wurde weitergeführt durch seinen Bruder Hans und dessen Sohn Peter (II.), der 1448 starb.
Peter (II.) hatte zwei Söhne, Walter und Rudolf. 1450 teilten sie ihren Besitz untereinander auf, so dass nun zwei Äste entstanden, die Walter-Linie und die Rudolf-Linie. Erstere starb 1594 aus, letztere 1671.